# Dhariawad
Dhariawad (o Dariawad) è una suddivisione dell'India, classificata come census town, di 10.494 abitanti, situata nel distretto di Udaipur, nello stato federato del Rajasthan. In base al numero di abitanti la città rientra nella classe IV (da 10.000 a 19.999 persone).

## Geografia fisica
La città è situata a 24° 6' 0 N e 74° 27' 0 E e ha un'altitudine di 232 m s.l.m..

## Società

### Evoluzione demografica
Al censimento del 2001 la popolazione di Dhariawad assommava a 10.494 persone, delle quali 5.379 maschi e 5.115 femmine. I bambini di età inferiore o uguale ai sei anni assommavano a 1.599, dei quali 824 maschi e 775 femmine. Infine, coloro che erano in grado di saper almeno leggere e scrivere erano 7.135, dei quali 4.092 maschi e 3.043 femmine.